# アンドロメロス
『アンドロメロス』は、雑誌グラビア連載、漫画、特撮テレビ番組などからなるメディアミックス作品、および、その主役のヒーローの名前。

## 概要
アンドロ警備隊のアンドロメロス、アンドロウルフ、アンドロマルス、アンドロフロルの4人の戦士と、グア軍団の戦いを描いた作品。ウルトラシリーズの外伝的作品である。
『ウルトラマン80』の放映が終了した1981年に、小学館の児童雑誌「てれびくん」5月号で「ウルトラマンメロス」と紹介され、6月号から『ウルトラ兄弟物語アンドロメロス』として居村眞二の漫画『ウルトラ超伝説』とグラビアによる展開で連載された。漫画は2年目は『ウルトラ超伝説アンドロ超戦士』に改題されている。
ウルトラ兄弟の長兄ゾフィーがグア軍団との闘いに敗れてブラックホールをさまよっていた際、アンドロ族の戦士・セザルに救出され、彼のコスモテクターを借りてブラックホールを脱出した後は正体を隠してアンドロメロスと名乗り、グア軍団との闘いに復帰した。やがて、宿敵ジュダとの一応の決着がついた時点でゾフィーがコスモテクターをウルフの手に委ねて本来の任務に戻った後、コスモテクターを返却されたセザルの実子ブノワが2代目アンドロメロスとしてアンドロ警備隊の隊長に就任し、引き続き宇宙の平和のために戦った。その際、ブノワはゾフィーから光の勲章・ウルトラクロスを授かっている。
なお、鎧を着たウルトラ戦士という設定は、内山まもるの漫画『ザ・ウルトラマン』に登場した漫画オリジナルのウルトラ戦士・メロスが原形となっている。
アンドロ艇のプロップは、『ウルトラマンレオ』のマッキー3号の改造。

### 雑誌展開

#### グラビア
- 連載「ウルトラ兄弟物語（ウルトラ超伝説アンドロ超戦士）」（1981年 - 1983年）

グラビア版ではマルス以外のアンドロ超戦士のスーツはヘルメットのバイザーは透明パーツではなく、バイザーとその奥の卵形の黄色い眼はペイントや製版上による印刷によって表現されている。
グラビア版での怪獣は、初期は円谷プロダクションに残っていたスーツを中心としていたが、改造ゴラや改造ブラックキングなどの改造を施したものを経て、漫画の展開に合わせてメカバルタンやナックル星人、キングジョーなどスーツが新規に作られるようになった。

#### 漫画
- 『ウルトラ超伝説』（てれびくん1981年5月号 - 1986年3月号連載）作画：居村眞二
- 『ウルトラ戦士銀河大戦争予告編』（小学三年生1981年5月号掲載）作画：制野秀一
- 『ウルトラ戦士銀河大戦争』（小学三年生1981年6月号 - 1982年3月号連載）作画：内山まもる
- 『戦え!アンドロ戦士』（小学三年生1982年5月号付録掲載）作画：制野秀一
- 『ウルトラ兄弟物語』（小学一年生1981年4月号 - 1982年3月号連載）作画：かたおか徹治
- 『ウルトラ兄弟物語アンドロメロス』（小学一年生1982年4月号 - 1983年3月号連載）作画：かたおか徹治
- 『たたかえ!ウルトラ兄弟』（小学二年生1981年4月号 - 1982年3月号連載）作画：坂丘のぼる
- 『たたかえ!ウルトラ戦士』（小学二年生1982年4月号 - 同年10月号連載）作画：坂丘のぼる
- 『アンドロメロス』（小学二年生1982年4月号 - 1983年3月号連載）作画：山田ゴロ
- 『アンドロメロスの逆襲』（別冊コロコロスペシャル4（1981年11月）号掲載）作画：かたおか徹治
- 『アンドロメロス物語』（別冊コロコロスペシャル6（1982年3月）号掲載）作画：かたおか徹治
- 『宇宙戦士アンドロマルスの戦い』（別冊コロコロスペシャル7（1982年5月）号掲載）作画：かたおか徹治
  - オリジナルキャラクターとして美少女のイメルダが登場するが、後年にかたおかが明かしたところによれば、読者の姉によるファンレターに描かれていたデザインをそのまま採用したという[7]。
- 『宇宙戦士アンドロマルス』（別冊コロコロスペシャル8（1982年7月）号掲載）作画：かたおか徹治

このうち、居村の漫画『ウルトラ超伝説』は大都社より刊行された単行本全2巻にまとめられ、かたおかの漫画は双葉社より刊行された『ウルトラ兄弟物語』の単行本第5巻に『アンドロメロス物語』と『宇宙戦士アンドロマルスの戦い』が収録され、内山の漫画は小学館より販売された『ウルトラコレクションボックス ザ・内山まもる』に冊子として収録された。

## アンドロ超戦士

### アンドロメロス
アンドロ警備隊のリーダー的存在。コスモテクターの色は緑。目の形は楕円形。宇宙警備隊隊長から贈られた勇者の印であるウルトラクロスがその胸に輝く。
装備・能力
ダブルサーベル
腰のアンドロスポットから出現するアイスラッガー状の両刃の宇宙ブーメラン。ネオコスモスチール製の宇宙剣で、グラビア版では「コスモ剣」と記載されたこともある。取っ手の部分を伸ばせば槍のダブルランサーになる。
ダブルランサー
ダブルサーベルの柄を伸ばして槍状に変形させた、アンドロメロス最強の武器。剣のように使うことも可能で、マグマ星人三人衆の部下2体を連続で切り裂いて倒した。また、頑丈な柄を利用して敵の攻撃を防ぐことが可能であるほか、設定では高速で回転させて竜巻を起こすことも可能である。
アンドロビーム
額のアンドロポイントから放つ光線。熱線と磁力線に使い分けられる。アンドロ超戦士4人共通の技。30万度の熱を持つとされる。グラビア版ではウルトラマンエースのメタリウム光線よりも強力な技とされている。
コスモクロス
両手の甲と両足に装備されている十字手裏剣。フロル以外の3人の共通の武器。本編ではナレーションによる説明があっただけで、3人とも使用しなかった。
メロスワイパー
敵の攻撃を無力化する特殊能力。バゼリアの目くらまし技・バゼリア風を無効化した。
コスモキック
脚部のコスモバーニアの噴射によって加速させて放つストレートキックで、破壊力は5万トン以上。マグマ星人三人衆をまとめて跳ね飛ばしたほか、シズルンにも繰り出した。
アンドロニーパット
コスモバーニアの噴射を利用して勢いをつけ、全身のパワーを集中させて敵の弱点に打ち込む膝蹴り。シズルンを弱体化させた。
コスモパンチ
スペースチタニウム製の手甲の頑丈さを生かして超高速で放つ、強力なストレートパンチ。シズルンらにダメージを与えた。グラビア版ではエースキラーを粉砕した（このシーンはイラストで記載されている）。
アンドロエルボースマッシュ
強烈な肘打ち。腕のコスモバーニアの噴射を利用してスピードを上げ、敵の弱点めがけて的確に放つ投げ技を仕掛けてきたシズルンの頭部に向けて放ち、大ダメージを与えている。
アンドロ飛行投げ
敵の体を肩に担ぎ上げから、全身をプロペラのように高速で回転させ、遠心力を利用してそのまま遠くまで投げ飛ばし、地面に叩きつける技。デルーマ星でグア兵に繰り出し、ダメージを与えた。
メロスオーラ（コスモオーラー）（グラビア版）
コスモオーラのメロス版、全身から放つ炎で周囲を焼き尽くす。合体ゼットンを焼き尽くした（このシーンはイラストで記載されている）。
コスモギロチン（グラビア版）
両手の間に三日月状の光の刃を作り出し、そのまま空中から突進して敵を切り裂く。バルタン星人のボスを倒した（このシーンはイラストで記載されている）。
アンドロタイフーン（グラビア版）
腕をL字に組んで放つ渦巻状の光線。ウルトラセブンのワイドショットの30倍もの威力を持つ。改造ゴラを倒した。
レスキュービーム（グラビア版）
腕をL字型に組んで発射する光線。異次元岩に捕らえられたウルフを救出した。
フラッシュクロス（フラッシャークロス）（グラビア版）
体を爆発させて複数の敵を倒す。雑誌での説明のみで未使用。
コスモバズーカ（グラビア版）
腕がバズーカ砲になる。雑誌での説明のみで未使用。
メロススペシャル（漫画版）
腕をT字型に組んで放つエネルギー波。
メロスバリヤー（劇中未使用）
強力なバリヤーを展開し、敵の攻撃を防ぐことができる。後に『大いなる陰謀』で使用された。
キングサーベル（劇中未使用）
「ダブルサーベル」の刀身を大型化させた武器。

#### グランテクター
大昔、アンドロ族の科学者が開発し、地球の北極に隠した伝説の最終兵器。宇宙最強のコスモテクターであり、装着者の超能力や戦闘力を数十倍にもパワーアップさせる。
特撮版では第40話でメロスが入手して装備し、最終話でグアを倒した際にグアと共に燃え尽きた。
グラビア版では背中にアンドロ艇を模したパーツが存在し、マルスが使用して装着したまま超巨大化してグランテクターマルスとなったが、こちらも最終話でグアを倒した際、グアとグランテクターの超エネルギーが相打ちとなって爆発して失われた。
コミカライズ「超伝説」では背中のパーツが存在せず、代わりに背中にアンドロ艇が合体してブースターとなった。
装備・能力
グレートスパークレイ
グランテクターを装備することにより、右腕から発射できるようになった、2本の光線。連続発射により、怪獣戦艦を破壊した。
強力ダブルサーベル
グランテクターのエネルギーで切れ味が強化された宇宙ブーメラン。通常はグランテクター内部の「アンドロポット」に収納されており、手で取り出して大型ナイフのように使用する。モルドとの戦いにおいて、振るわれた斧を受け止めた。
強力ダブルランサー
強力ダブルサーベルを槍状に変化させた形態。ジュダとの戦いで剣のように使用したほか、グアとの最終決戦では、腹部に向かって勢いよく投げつけ、グアの体を貫いて倒した。
ランサースパーク
グランテクターの力でパワーアップした強力ダブルランサーから放つ強烈な破壊力を秘めた電撃光線。モルドにとどめを刺した。
ハイパーグランビーム
額のアンドロスポットから放つ破壊光線。グランテクターのエネルギーが加わることで、通常時のアンドロメロスが放つアンドロビームよりも、威力が向上している。仲間たちとの合体光線レーザーショット・グランファイナルを放つ際に使用した。
グランフリーズ
グランテクターを装備することにより、右手先から噴射できるようになった冷凍液。ジュダを凍らせた。
グランスパーク
あらゆる攻撃を跳ね返す、グランテクター全体から発するエネルギー波。グアとの最終決戦で、グアの攻撃を弾いた。
グランテクトキック
グランテクターのエネルギーによって威力を増した、ストレートキック。ジュダを吹き飛ばしたほか、グアに大ダメージを与えた。なお、敵の急所を的確に狙って放つ強烈なひざ蹴りは、「グランテクターニーパット」と呼ばれる。
グランテクトスロー（グランテクタースロー）
グランテクターで強化された両腕の怪力から繰り出す、強力な投げ技。グアを頭上に持ち上げてから、両足をつかんで何度も振り回して遠心力を利用し、そのまま遠くまで投げ飛ばして地面に激突させることで、弱体化させた。

### アンドロウルフ
コスモテクターの色は赤。目の形は六角形。当初はウルトラセブンが正体と思われていたが、グラビアではアンドロ人という設定で、ウルフがいるところにセブンが登場して周囲を驚かせるというエピソードがある。特撮版での初登場時は、惑星モールスで敵の奇襲を受けて治療室送りという損な展開だった。
グラビア版では、初登場時は「アンドロメロスII」と名乗っていたが、後にアンドロウルフと名乗るようになった。
装備・能力
スオードU（スォードU）
両肩に装着されている専用の鋭い宇宙ブーメラン。肩から外して手で持つことにより、大型のナイフのように使用できる。グア兵を次々と切り倒したほか、モルドの振るった斧を防いだ。
Uブーメラン
スォードUを投げつけ、敵を切り裂く技。グア兵を一撃で倒したほか、シズルンにダメージを与えた。また、デルーマ星におけるモルドとの戦いでは、相手の斧に当てて地面に叩き落とし、戦闘を有利に進めている。グラビア版では、改造ブラックキングの首を切断した。
ダブルU
アンドロウルフ最強の必殺技。スォードUを2本同時に持った両手を左右に大きく広げたのち、敵に向かって勢いよく投げつける。シズルンを倒したほか、キングジョーグの膝に向けて放ち、よろめかせた。
アンドロビーム
額のアンドロポイントから放つ光線。熱線と磁力線に使い分けられる。アンドロ超戦士4人共通の技。
コスモクロス
両手の甲と両足に装備されている十字手裏剣。フロル以外の3人の共通の武器。
コスモパンチ
敵の弱点に向けて的確に繰り出すストレートパンチ。エドラスに浴びせ、大ダメージを与えた。
コスモキック
アンドロメロスと同等の威力を誇る、強力なストレートキック。シズルンやグア兵に向けて連続で放ち、弱体化させた。
アンドロエルボースマッシュ
敵の頭部に向けて打ち下ろす全身の力を集中させた強烈な肘打ちで、その衝撃力は2万トン。腕のコスモバーニアの逆噴射を利用してスピードを上げ、威力を高くこともできる。シズルンに向けて放ち、大ダメージを与えた。
アンドロニーパット
脚部のコスモバーニアの噴射を利用し、猛スピードで膝を打ち込む技。
回転投げ
敵の体を両手でつかんだ後、強靭な腕力で円を描くように回転させ、その遠心力を利用して遠くまで投げ飛ばすことにより、ダメージを与える技。グア兵に向けて繰り出した。
アンドロタイフーン（グラビア版）
腕をL字に組んで放つ渦巻状の光線。ウルフ単体では使用されず、合体技の際にのみ使用された。
ウルフオーラ（コスモオーラー）（グラビア版）
ウルフ版のコスモオーラ。てれびくん版では説明のみで未使用だが、小学一年生1982年1月号ではこの技で改造ブラックキングを倒したとされている。
ウルフスペシャル（漫画版）
腕をT字型に組んで放つエネルギー波。

### アンドロマルス
コスモテクターの色はオレンジ。他のコスモテクターよりも顔面部分のスモークが濃いためか、目の形は見えていなかった。
装備・能力
コスモバズーカ
勢いよく前に拳を突き出して撃ち出す必殺光線。左腕に搭載されたマイクロコンピューター・マルスSPでパワーを制御している。ダクミランとメカバルタンを倒した。強化版のスペシャル・コスモバズーカもある。
アンドロビーム
額のアンドロポイントから放つ光線。熱線と磁力線に使い分けられる。アンドロ超戦士4人共通の技。
コスモクロス
両手の甲と両足に装備されている十字手裏剣。フロル以外の3人の共通の武器。
コスモオーラ（マルスオーラ）
全身のコスモパネルから熱エネルギーを噴出、敵を一瞬で焼き尽くす。ザビデンを倒した。グラビア版ではペスダ兵を倒した他、ジャイアントマルスで使用してギエロニア3号機とベムズン2号機をまとめて倒したが、怪獣戦艦3機との戦いで使用した際にはエネルギーを使い果たして超巨大化が解除されてしまった。
コスモパンチ
超高速で繰り出す、ストレートやアッパーカット、フックなどのパンチ攻撃。ダクミランに連続で浴びせた。
コスモキック
5万トン以上の威力を誇る、強力なストレートキック。エドラスに向けて放ち、大きなダメージを与えた。
コスモチョップ
豊富なバリエーションを持ち、水平チョップや袈裟切りのようにして放つほか、敵の体に手刀が当たった際の摩擦熱で燃やし尽くす技などがある。
羽交い締め
アンドロ警備隊随一の腕力で、背後から敵の腕を締めつけ、相手の体の自由を奪う技。エドラスやグア兵に対して使用した。
回転投げ
敵の体をつかんだのち、腕をひねって回転させ、そのまま地面に投げ落とす、強烈な投げ技。グア兵を頭上に持ち上げてから放ったほか、エドラスに対しては、相手の腕をつかんだうえで自分の体を回転させながら投げ飛ばした。
マルスパルサー（グラビア版）
マッハ15の速度で飛行しながらの体当たりチョップ。改造ゴモラを真っ二つにした。
超巨大化能力（グラビア版）
マルスSPの力により、怪獣戦艦と格闘できるほどの大きさである身長800メートルのジャイアントマルスに巨大化する。武器を巨大化させることも可能で、ウルフから借りたスオードUを巨大化させ、それでキングジョーグを十文字斬りにして倒したこともある。
亜空間切り（グラビア版）
光に限りなく近い速度で手刀振るい、周囲の空間ごと敵を切り裂く技。ジャイアントマルスで使用、ベムズン1号機を倒した。
反重力ネット（グラビア版）
コスモノズルから放つ蜘蛛の糸に似た形状の白い特殊網を放ち、搦め取った敵に「反重力エネルギー」を浴びせることで体の自由を奪う。
反重力切り（グラビア版）
反重力ネットに捕らえられて動けなくなった相手に向かって、超高速で左手の手刀を振るうチョップ技。ジャイアントマルスで使用、ギエロニア2号機を倒した。
アンドロタイフーン（グラビア版）
腕をL字に組んで放つ渦巻状の光線。マルス単体では使用されず、合体技の際にのみ使用された。
マルススペシャル（漫画版）
腕をT字型に組んで放つエネルギー波。

### アンドロフロル
アンドロ戦士の紅一点。コスモテクターの色は白。目の形は楕円形。背中に羽根のある天使のような姿が特徴である。
装備・能力
フロルスパーク
全身から放射する眩い閃光で敵の体を消失させる。ギナを倒した。
アンドロビーム
額のアンドロポイントから放つ光線。熱線と磁力線に使い分けられる。アンドロ超戦士4人共通の技。
スーパーバリヤー
アンドロ族の王家の子孫であり、本来なら王女になる存在であるフロルだけが使える、強力なバリヤー。第27話でアンドロ超戦士たちが敵に追い詰められた時、フロルの体に凄まじいエネルギーが流れて発動した。怪獣戦艦ギエロニアの光弾を跳ね返した。
コスモパンチ
アンドロ超戦士たちの基本技である、スペースチタニウム製の手甲の頑丈さを生かした強力なパンチ。メロスたちと同様、5000トン以上という威力を誇る一撃で、グア兵に大いなるダメージを与える。
コスモキック
脚部のコスモバーニアの噴射を利用してスピードを上げ、威力を増幅させたストレートキック。軽々とグア兵を弾き飛ばしたほか、バゼリアに大きなダメージを与えた。
コスモチョップ
スペースチタニウム製の手甲の頑丈さを生かした、鋭いチョップ。腕のコスモバーニアの噴射を利用し、全身にひねりを加えてから放つ技で、バゼリアの触手や、ギナの電子ムチを両断した。
フロルウイング
フロルの背中に装着されている、白鳥のような翼。特殊な力が秘められているらしい。ギナに捕らえられてグア星に連れて行かれた際、助けを求めるフロルのテレパシーをフロルウイングがアンドロ艇に届け、デルーマ星に着陸していたアンドロ艇を自動的に出航させて、乗っているメロスたちをグア星に導いた。
テレパシー
意思を遠方にいる仲間に伝えたり、仲間の危機を察知する能力
神秘の力（グラビア版）
フロルが持つとされる力。襲ってきたマグマ星人を、右手の一振りでピンク色の光と共に倒したり、エネルギーを使い果たしたマルスのエネルギーを回復させて再度超巨大化できるようにした。
フロル殺法（劇中未使用）
腰のアンドロポットに内蔵されている、劇中未使用のフロル専用武器フロルカッターを駆使した戦法。

### アンドロ超戦士の合同技
4戦士合同光線（レーザーショット・グランファイナル）
アンドロメロス（グランテクター）、アンドロウルフ、アンドロマルスとともに放つ、アンドロ超戦士の合体光線。4人で円陣を組んでから一斉にジャンプし、全員でアンドロビームを一点に集中させて発射することで、すさまじい破壊力を強めた破壊光線へと変化する。メロス（グランテクター）のグランフリーズによって冷凍されたジュダに浴びせ、木っ端微塵に吹き飛ばした。
ダブルニーパット
アンドロウルフとアンドロマルスが同時に膝蹴りを放つ技。10万トンの衝撃力を持つ。ジュダへと繰り出し、大きなダメージを与えた。
ダブル回転投げ
アンドロメロスとアンドロマルスが両脇から相手を抱えて遠方に投げ飛ばす技。グア兵士を投げ飛ばした。
ビームチャージ（グラビア版）
初代メロスとウルフの合体技。メロスの右手とウルフの左手を交差させて２人のエネルギーを充電し合い、光線技の威力を2倍に高める。
ビームハリケーン（グラビア版）
初代メロスとウルフの合体技。前述のビームチャージでエネルギーを高めた状態で、2人で同時にアンドロタイフーンを発射する。改造キングジョーと再生ナックル星人を同時に倒した。小学三年生版ではビームチャージの使用について説明されているが、てれびくん版では特に説明されていない。
アンドロストリーム（グラビア版）
初代メロスとウルフの合体技。2人で空中で足を交差させ、全身を炎に包んで同時に飛び蹴りを放って対象を焼き尽くす。メカバルタンと改造エースキラーを同時に倒した。
コスモスピン（グラビア版）
メロス、ウルフ、マルスの合体技。三人で高速スピンしながら体当たりして敵を貫く。ギエロニア1号機を倒した。
アンドロ合体光線（グラビア版）
メロス、ウルフ、マルスの合体技。フロルの指示と共に、3人で同時にアンドロタイフーンを放つ。ウルトラマン、ゾフィー、セブンの光線技との同時使用で怪獣戦艦3機を全滅させた他、3人のみでの使用でグア3兄弟を倒した。

## グア軍団
全宇宙の支配を企む悪の侵略異星人による混成軍団にして宇宙の悪魔。グア帝国侵略軍団とも呼ばれる。グア星を本拠地とし、帝王グアを頂点に、侵略軍団長の3兄弟が下記の戦力・構成員を使役してアンドロ超戦士たちと死闘を繰り広げる。

グア
グア軍団を支配する帝王であり、全ての悪の元凶。胸部にある大きな顔の上に、ジュダ、ギナ、モルドの3幹部の顔が並ぶという不気味な容姿をしている。
特撮版ではジュダ、ギナ、モルドの魂の集合体であり、メロスは「元々は1つの存在でそれがジュダ、ギナ、モルドの姿に分かれていた」と推測している。ストーム攻撃とサンダーフラッシュが必殺技。敵を異次元空間に誘い込み、能力を三分の一に落として倒す戦法を得意とする。
グラビア版ではてれびくん1983年2月号から登場、ジュダ、ギナ、モルドがアンドロ超戦士たちに倒された直後に出現した。こちらでは3兄弟が合体したものとはされておらず、「3人の子の精霊を体に取り込んだ」と記載されている。ウルトラ超伝説に語られている最終兵器（グランテクター）を奪おうとするも、グランテクターマルスとの戦いの末に、グランテクターの超エネルギーと相打ちになって爆死した。
居村眞二の漫画版では特撮版同様に3兄弟が合体した姿だが、その正体はアメーバの集合体で、通常攻撃や光線技で死ぬことはない。グランテクターマルスとの決戦の末にグランテクターを奪い取るも、漫画版のグランテクターは、コスモテクターの上から装着しなければ使いこなせないものであり、それを知らなかったためにグランテクター諸共消滅してしまった。

ジュダ
グア軍団侵略軍団長の1人で、グア3兄弟の次男。アンドロ超戦士たちの宿敵。長剣バット・キャリバーを武器とし、怪獣軍団の指揮を執る。モルドやギナの弟と扱われているが、実際は軍団長中、戦陣ではアンドロ超戦士と最も多く死闘を繰り広げた実績を持つ。洒落を言うなど、お茶目さもある。肩にトカゲ型通信機を付けている。
特撮版では、バッド・キャリバーからコスモテクターも貫く手裏剣や、敵を閉じ込めるジュダバリアーを放つなどの能力を見せ、ナッツ星βの戦いでメロスに一度倒されたが、後に胸から金縛り光線を放つ、一度受けた技は通用しなくなるなどの超能力を得て復活、グランテクターを装着したメロスと互角の戦闘力を得た。モルドが倒された直後にメロスに挑むも、グランフリーズで凍りつき、4戦士合体光線で倒された。
グラビア版ではてれびくん1981年11月号に影武者のサイボーグ・ジュダがジュダを名乗って初登場。本物との違いは、頭のマークや角の根元の模様や左肩のトカゲ型通信機が無く、背中に大きな翼を持ち、マントを身に着けていない点である。メロス、ウルフとの最終決戦で、手から放つ魔力でウルフを異次元岩に封印するも、メロスとの戦いの末にバッドキャリバーを奪われて腹に突き立てられて倒された。1982年5月号から本物のジュダが登場、怪獣戦艦による2度のエープ星襲撃と宇宙でのアンドロ超戦士襲撃の後、地球で活動するギナに合流した。
居村眞二の漫画版でもグラビア版とほぼ同じ展開で、最初は影武者が登場し、月の裏側に建設した侵略基地でメロスと戦った末に、アンドロの力を得てコスモテクターを脱いだゾフィーの超M87光線で倒されている。その後は本物が登場した。
- 後の映画『ウルトラマン物語』にも敵として登場するが、設定が宇宙の帝王と扱われており、メロス版と異なりシリアスさも伴い同一人物の感はない。本作品の漫画版の1つ『すすめタロウ』ではグランドキングを操る。
- 『ウルトラマンフェスティバル』のライブステージ（2006年第1部や2014年第1部など）や2015年のテレビ作品『ウルトラファイトビクトリー』でも登場している。いずれも映画『ウルトラマン物語』の設定に踏襲されているが、バット・キャリバーを武器として使うなど本作品の設定も意識されており、特にジュダ・スペクターにおいては後に続く形として後述のギナ・スペクターやモルド・スペクターが『ウルトラマンX』に登場している。

ギナ
グア軍団侵略軍団長の1人で、グア3兄弟の長女。ジュダから「姉上」と呼ばれる。あらゆる作戦の立案を得意とし、蛇型の電磁ムチの使い手。怒るとヒステリーを起こすヒステリックな性格。
特撮版ではアンドロフロルをライバル視しており、最終兵器であるグランテクターを探しに地球に向かったアンドロフロルを追いグランテクターを横取りしようとしたが、アンドロフロルに逆襲に遭い仕留められてしまう。
グラビア版ではてれびくん1982年8月号から登場、怪獣戦艦で度々地球を襲撃する。
居村眞二の漫画版では人間大サイズになって地球に潜入、ウルトラマンを消滅させるバーチクルガンで地球人に化けたウルトラマンたちを暗殺していたが、その際に美雪ケイ（フロルの人間態）と遭遇する。その後は他の兄弟と共に怪獣戦艦でアンドロ超戦士への襲撃を繰り返している。

モルド
グア軍団侵略軍団長の1人で、グア3兄弟の長男。ジュダやギナから「兄上」と呼ばれる。戦斧の使い手。部下や弟と妹への思いやりは深いが、姉弟喧嘩を起こしかけた2人を一喝して鎮めるなど、長男としての威厳も併せ持つ。コミカライズでもこの面が幾つか強調されている。
特撮版では、姿を消す能力や、ジュダのバッド・キャリバーにスーパーパワー光線を当てて周囲にばら撒く能力を見せた。最期はギナと怪獣戦艦をアンドロ超戦士たちに倒されたことへの怒りにかられ、メロスに単独決戦を挑んで倒された。
グラビア版ではてれびくん1982年11月号から登場、ジュダやギナと共に怪獣戦艦でウルフとマルスを追い詰めるも、フロルの妨害、アンドロ艇で駆け付けたメロス、ウルトラマン、ゾフィー、セブンの参戦によって怪獣戦艦を全滅させられ、兄弟を率いてのアンドロ超戦士たちとの直接対決の末に全滅した。
居村眞二の漫画版ではグラビア版とほぼ同様の展開で怪獣戦艦も自身らも倒されている。

グア兵
特撮版のみに登場。グア軍団の戦闘兵士。高い機動力を持ち、身軽な動きで戦う。武器はカッターや小型爆弾。掛け声は「グアー」。

マグマ星人三人衆

改造怪獣
漫画版とグラビア版に登場。過去にウルトラ兄弟を苦しめた怪獣や宇宙人に強化改造を施したもの。以前よりパワーアップしており、体の一部にメカパーツが付いているものもいる。漫画版・グラビア版では、前述のマグマ星人三人衆や後述のメカバルタンもこれに含まれる。
- 再生エースキラー（改造エースキラー）
- 再生ゼットン（グラビア版のみ）
- グワガンダ（グラビア版のみ）
  - 合体ゼットン（グラビア版のみ）

- バルタン星人（グラビア版では軍団で登場。後にボスがメカバルタンに改造される）
- 改造ゴラ（グラビア版のみ）
- 再生ナックル星人
- 改造ブラックキング
- 改造キングジョー
- 改造ゴモラ（グラビア版のみ）
- マグマ星人（前述のマグマ星人三人衆とは別個体）（グラビア版のみ）

ギエラ兵
グラビア版にのみ登場。怪獣戦艦ギエロニア1号機に多数搭乗している兵士。武器は大鎌。

ペスダ兵
グラビア版にのみ登場。怪獣戦艦ペストリアに多数搭乗している兵士。武器はサーベル。

### ファイティング・ベム
グア軍団の侵略活動を行う一般構成員。人型の戦闘用人工生物で言葉を話すなど、明確な意思を持っているため、怪獣というより怪人に近い。軍団長それぞれがタイプの異なる直属のファイティング・ベムを従えている。

ファイティング・ベム ダクミラン
ジュダ配下の甲殻類に似たファイティング・ベム。ナッツ星βでマルスと戦った。戦闘力が高く、凶暴な性質だが、意外と冷静でジュダに意見することもある。両手の鍵爪ダクミランフックや怪力でマルスを追い詰めるがコスモバズーカで倒された。
ネーミングは脚本の藤森匠(タクミ)から。

ファイティング・ベム バゼリア
ギナ配下の植物型ファイティングベム。魔力で惑星グルータスの植物を催眠物質・スリーピーマルボを放射する眠りの花サタンビューティーに変えていた。ちょこまかとポーズをつける。両手の鞭状の蔦や頭から発する毒性の霧・バゼリア風でメロスやフロルを追い詰めるが弱点である頭をダブルサーベルで攻撃されて消滅した。
ネーミングはパセリからとられた。

ファイティング・ベム シズルン
モルド配下のファイティング・ベム。「蟻地獄ファイティング・ベム」の別名を持つ。一人称は「僕」で、子供のような口調とは裏腹に残虐な性格。砂を使った攻撃が得意で、デルーマ星の砂漠でテレパシーを妨害するシズルン砂嵐でメロスとマルスを罠にかけ、マルスを巨大な蟻地獄に引きずり込み、メロスも追い詰めるがウルフの登場で形勢逆転。ダブルサーベルとスオードUの同時攻撃で倒された。
ネーミングは｢脚本の打合せが行われた飲み屋の女性｣(シズエ)からという。

ファイティング・ベム ザビデン
ジュダの新たなファイティング・ベム。両手の銀色の鋭い鉤爪が武器。メカバルタンとのコンビで行動する。「ザビデン～」とやたらと自分の名前を連呼する。一度はマルスオーラに倒されるがジュダの超能力で復活した。一度受けた技は通用しなくなり、コスモバズーカにも耐えられるようになるが、フロルのバリアーにはね返された陽電子流撃砲を受けてメカバルタンやグア兵たち共々絶命。遺体はアンドロ超戦士たちによって丁重に葬られ、墓が作られた。
ネーミングは脚本の福島征英(マサヒデ)から。

ファイティング・ベム メカバルタン

ファイティング・ベム エドラス
ジュダの新たなファイティング・ベム。エルパを捕えてにせエルパに変身し、ウルフを1人誘き出して倒そうとするが失敗する。投げると爆発するブーメラン・カッターでウルフとマルスを追い詰めるが、エルパを倒された怒りで逆転される。マルスに羽交い絞めにされたところをスオードUを受け、コスモバズーカで止めを刺される。
ネーミングは脚本の江藤(エトウ)直行から。

### 怪獣戦艦
過去に現れた怪獣をベースにして作られた戦艦。

怪獣戦艦 ギエロニア
ギエロン星獣をモデルにした怪獣戦艦。ギナが座乗する。口に陽電子流撃砲を内蔵する。
漫画版やグラビア版では、緑色のボディに金色の耳と嘴と両手を持ち、足を持たない形状の1号機、上記とは形状がやや異なり黒い全身の2号機も登場している。
グラビア版では、1号機はてれびくん1982年5月号に登場、ジュダが座乗してエープ星を襲撃するも、メロス、ウルフ、マルスの3人に破壊される。1号機自体はイラストで記載されているのみに留まり、着ぐるみは作られていない。
2号機は1982年8月号に登場、胸に陽電子流撃砲を装備しており、ギナが座乗して地球を襲撃するも、ジャイアントマルスに倒される。
3号機は1982年10月号に登場、口にブラックホール砲を装備しており、ギナが座乗してベムズン2号機と共にウルフとマルスを襲うも、やはりジャイアントマルスにベムズン共々倒される。その後は1982年11月号～1983年1月号に他2体の怪獣戦艦と共に再登場してアンドロ超戦士たちを追い詰める。
- 雑誌連載版の1号機は、てれびくん版ではメロス、ウルフ、マルスのコスモスピンで破壊されたとされているが、小学二年生1982年5月号ではアンドロ超戦士たちが操縦する最高速度マッハ60の2人乗り小型戦闘機・アンドロファイターとの戦いで倒されたとされている。
- 居村眞二の漫画版では、当初は1号機のデザインで、口にブラックホール砲を装備しており、ジュダによってエープ星への爆撃に使用されたが、前線基地カーツ星で新造ギエロニアに改修された後はギナに引き継がれ、その際に胸に陽電子流撃砲が追加され、さらにベムズンの可変機能が流用されて2号機のデザインの姿に変形できるようになった。他2体の怪獣戦艦と共にアンドロ超戦士たちを追い詰めるも、駆けつけたアンドロ艇の重電子砲で破壊された。

怪獣戦艦 ベムズン
ベムスターをモデルにした怪獣戦艦。ジュダが座乗する。腹部から陽電子流撃砲を撃つ。
グラビア版では腹部の色や形状が異なり、陽電子流撃砲の威力も試作段階の、「1号機」と呼ばれるプロトタイプも登場している。
グラビア版では、1号機はてれびくん1982年7月号に登場、メロス、ウルフ、マルスの3人を襲うも、ジャイアントマルスに倒される。
2号機は1982年10月号に登場、腹部にブラックホール砲を装備しており、ギエロニア3号機と共にウルフとマルスを襲う。その後は他2体の怪獣戦艦と共に再登場してアンドロ超戦士たちを追い詰める。
- てれびくん1982年7月号には、ベムズンのモデルとして初代ベムスターに加え、「新マンに襲い掛かってメロスとの一騎打ちに敗れ去ったメカベムスター」について言及されているが、グラビア版にはメカベムスターに相当する怪獣は登場していない（居村眞二の漫画版にはベムスターロボが登場した例がある）。
- 居村眞二の漫画版では巡航形態から格闘形態のベムアーマーに可変(アーマーチェンジ)が可能。こちらも1号機と2号機が存在し、1号機はやはりジャイアントマルスに倒され、2号機は他2体の怪獣戦艦と共にアンドロ超戦士たちを追い詰めるも、アンドロ艇で駆けつけたメロス達に気を取られた隙にジャイアントマルスに倒された。

怪獣戦艦 キングジョーグ
キングジョーをベースにした怪獣戦艦。モルドが座乗する。手の甲から陽電子流撃砲とミサイルを撃つ。怪獣戦艦の中ではギエロニアやベムズンより後に製造された最新型でグア星を防衛する迎撃部隊の主力艦。
グラビア版では1982年9月号に登場、この時はギナの命令で動き、南極でウルフを襲うも、ジャイアントマルスに倒される。その後は頭部にブラックホール砲を装備してモルドが座乗、他2体の怪獣戦艦と共に再登場してアンドロ超戦士たちを追い詰める。
- 居村眞二の漫画版にはモルドが座乗する戦闘用キングジョーグと、自律行動可能で戦闘力の劣る探査用キングジョーグが登場する。探査用は南極に眠る氷の神殿を捜索していたが、ウルフのスォードUで側頭部を切断され、ウルフのウルフスペシャルとマルスのコスモバズーカで挟撃されて倒された。戦闘用は他2体の怪獣戦艦と共にアンドロ超戦士たちを追い詰めるも、駆けつけたアンドロ艇の重電子砲で破壊された。

怪獣戦艦 ペストリア
グラビア版にのみ登場。ペスターをモデルにした怪獣戦艦。ジュダが座乗する。機体両側にブラックホール砲を装備。
てれびくん1982年6月号で、ジュダが2度目のエープ星襲撃の際に使用し、大量のペスダ兵を送り込んでエープ星を制圧、エープ星人たちを捕らえ、改造エープ星人に改造、洗脳して自軍の戦力とする。
その後、駆け付けたメロスたちにペスダ兵と改造エープ星人たちを蹴散らされると撤退した。その後は登場していない。
ペストリア自体はイラストで記載されているのみに留まり、着ぐるみは作られていない。
- 『ウルトラマンタイガ』の『トライスクワッド ボイスドラマ』第15話には、ペスターに酷似した怪獣戦艦が登場しており、作中では名称は明かされていなかったが、『ウルトラマンタイガ超全集』ではこれもペストリアであるとされている。

## その他のキャラクター
エルパ
類人猿惑星エープ星の住人。ウルフの親友。短剣が武器。
特撮版では、ウルフとは宇宙平和連合会の研修会で一緒だったとされ、ガルパー星との間で定期連絡を取り合っている。また、かつて友人をグア軍団の罠で失ったらしい。伝説の最終兵器の情報をアンドロ超戦士たちに与え、エープ星に古くから伝わる、アンドロ艇にそっくりのペンダント（実はアンドロ艇のメインコンピュータ・ガルを完全起動させるための部品・LC）をフロルに譲ったが、最終的にはウルフをかばってジュダに殺された。
グラビア版では、てれびくん1982年5月号でエープ星人がジュダの侵略を受けている宇宙人として複数登場し、6月号でエープ星が制圧された際に改造エープ星人にされてアンドロ超戦士たちと戦わされている。改造エープ星人の1人がウルフの親友とされ、アンドロ超戦士たちとの戦いの末に死亡しているが、エルパという個人名は出ていない。
居村眞二の漫画版では、グラビア版同様にジュダの侵略を受けている宇宙人としてエープ星人たちが登場しており、そのうちの1人がウルフの友人のエルパである。エルパはメロスたちにアンドロ艇を託した後、グア軍団に捕らえられて洗脳され、ギエロニア1号機の有人ミサイルのパイロットにされてアンドロ艇を襲撃するも、マルスのボルディスクによって正気を取り戻し、ギエロニアに特攻して命を散らした。
- グラビア版の改造エープ星人は、剣と手甲と鎧兜を装備しており、顔が凶悪になっている点が通常のエープ星人と異なる。また特撮版に登場するエドラスが化けた偽エルパは、改造エープ星人の装備していたものと同じ剣と手甲を装備している。

## テレビシリーズ
1983年2月28日から同年4月29日まで、毎週月曜日 - 金曜日 17:45 - 17:55にTBSで放送された。森永製菓の一社提供。全45話。
雑誌展開の好評を受け、1983年に日本初のオールVTR方式での収録・製作となる特撮テレビ番組として制作された。雑誌連載時の『ウルトラ兄弟物語アンドロメロス』および『ウルトラ超伝説アンドロ超戦士』をベースにしているが、登場人物以外の要素はすべて別物であり、結末も異なっている。ウルトラシリーズの外伝として、シリーズと直接つながる設定は描かれなかった。メロスなどのスーツは、雑誌版のものを改修して使用している。
VTR方式は画面の合成など特殊効果が容易な点や撮影段階での映像確認ができる点で有利だった反面、従来から主流だったフィルム方式と比べてフレームレートや画質の違いから動作・描写・合成のズレなどが明瞭に出過ぎる欠点があり、機材や技術的な部分の都合で1980年代 - 1990年代はVTR方式の特撮テレビ番組はあまり製作されずフィルム方式での撮影で行われ、技術的な部分が確立する1990年代後半以降にVTR方式での撮影・制作が普及するようになった。
各話にサブタイトルはない。本編は、初期話数に限って戦闘シーン中に明るいスタジオ内へ場面転換し、アンドロ警備隊たちのプロフィールを紹介するコーナーが挿入され、それが終わると戦闘シーンに戻るという構成になっている。
劇伴は、テレビアニメ『ザ☆ウルトラマン』の海外再編集版『The Adventures of Ultraman』でのマーク・マッキニスによる楽曲を流用している。1992年発売の15枚組CD-BOX『TSUBURAYA PRODUCTION HISTORY OF MUSIC』（日本コロムビア）において数曲のみの初商品化がなされた後、2020年に5枚組CD-BOX『ウルトラマン80 アンドロメロス MUSIC COLLECTION』（同）Disc-5にて、初めてまとまった形での商品化がなされた。
放送開始は『てれびくん』での連載が終了間近となった時期であり、放送期間も1か月半と短かったため、月刊誌がほとんどである幼児向け雑誌では特集が組まれなかった。
地上波では従来のウルトラシリーズと同じくTBSでの放送だったものの関東ローカルだったため、多くの未放送地域では「幻の番組」でもあった。
衛星放送では、2011年11月から2012年1月までチャンネルNECOの「円谷特撮アワー」枠にて放送された。

### スタッフ
- 企画：円谷皐
- 脚本：アンドロ工房、満田かずほ、福島征英、藤森匠、江藤直行
- ディレクター：高橋良和、古田辰郎
- SFXスーパーバイザー：高野宏一
- 美術：山口修、及川一
- 設定：きむらはじめ、安井尚志
- キャラクター原案：居村眞二、山口修
- 操演：白熊栄次（沼里企画）
- 造型：若狭新一
- 殺陣：岡田勝、大野剣友会
- 音楽コーディネーター：玉川静
- サウンドデザイン：須藤輝義（スワラ・プロ）
- 技術協力：東通
- 編集：株式会社ハーティー
- MA：音響ハウス
- スタジオ：東宝ビルト
- プロデューサー：濱田知彦
- 制作：円谷プロダクション

### 主題歌
両曲とも元々は雑誌連載のイメージソングとして制作された。
オープニングテーマ「アンドロメロス」
作詩：谷のぼる / 作曲：菊池俊輔 / 編曲：吉村浩二 / 歌：水木一郎、コロムビアゆりかご会
雑誌連載時に製作された曲であるため、「謎のヒーロー」や「ブラックホール」など、テレビ版では登場しない要素が歌詞に盛り込まれている。
エンディングテーマ「帰って来いよアンドロメロス」
作詞：谷のぼる / 作曲：菊池俊輔 / 編曲：吉村浩二 / 歌：水木一郎

### スーツアクター
- アンドロメロス：小泉豊
- ウルフ：上田弘司
- マルス：城谷光俊
- フロル：国本恵美子
- ジュダ：笹本和良
- モルド：伊東勇治
- ギナ：松島啓子

### 声の出演
- アンドロメロス：安宅誠
- ウルフ：堀内賢雄
- マルス：小滝進
- フロル：水倉久美子
- エープ星人・エルパ、エドラス：千葉繁[67]
- ジュダ：木原正二郎
- モルド：兼本新吾
- ギナ：小熊恭子
- ダクミラン：伊海田弘[68]
- バゼリア：根本好章[68]
- ナレーター：津田喬
- キャスティング協力：劇団河

### 放映リスト
各話にタイトルは付いていない。期間中、月曜から金曜まで休止なしで放送された。
| 話数 | 放映日  | 登場怪獣                                                                                                |
| ---- | ------- | --- |
| 1    | 2月28日 | マグマ星人三人衆                                                                                        |
| 2    | 3月1日  | - マグマ星人三人衆 - ダクミラン                                                                         |
| 3    | 3月2日  | - マグマ星人三人衆 - ダクミラン                                                                         |
| 4    | 3月3日  | - マグマ星人三人衆 - ダクミラン                                                                         |
| 5    | 3月4日  | - マグマ星人三人衆 - ダクミラン                                                                         |
| 6    | 3月7日  | - マグマ星人三人衆 - ダクミラン                                                                         |
| 7    | 3月8日  | - マグマ星人三人衆 - ダクミラン                                                                         |
| 8    | 3月9日  | ダクミラン                                                                                              |
| 9    | 3月10日 | バゼリア                                                                                                |
| 10   | 3月11日 | バゼリア                                                                                                |
| 11   | 3月14日 | バゼリア                                                                                                |
| 12   | 3月15日 | バゼリア                                                                                                |
| 13   | 3月16日 | バゼリア                                                                                                |
| 14   | 3月17日 | バゼリア                                                                                                |
| 15   | 3月18日 | シズルン                                                                                                |
| 16   | 3月21日 | シズルン                                                                                                |
| 17   | 3月22日 | シズルン                                                                                                |
| 18   | 3月23日 | シズルン                                                                                                |
| 19   | 3月24日 | シズルン                                                                                                |
| 20   | 3月25日 | 無 |
| 21   | 3月28日 | 無 |
| 22   | 3月29日 | - ギエロニア - ベムズン - キングジョーグ - ザビデン（第25話 - 第27話のみ） - メカバルタン（第26話のみ） |
| 23   | 3月30日 | - ギエロニア - ベムズン - キングジョーグ - ザビデン（第25話 - 第27話のみ） - メカバルタン（第26話のみ） |
| 24   | 3月31日 | - ギエロニア - ベムズン - キングジョーグ - ザビデン（第25話 - 第27話のみ） - メカバルタン（第26話のみ） |
| 25   | 4月1日  | - ギエロニア - ベムズン - キングジョーグ - ザビデン（第25話 - 第27話のみ） - メカバルタン（第26話のみ） |
| 26   | 4月4日  | - ギエロニア - ベムズン - キングジョーグ - ザビデン（第25話 - 第27話のみ） - メカバルタン（第26話のみ） |
| 27   | 4月5日  | - ギエロニア - ベムズン - キングジョーグ - ザビデン（第25話 - 第27話のみ） - メカバルタン（第26話のみ） |
| 28   | 4月6日  | - ギエロニア - ベムズン - キングジョーグ - ザビデン（第25話 - 第27話のみ） - メカバルタン（第26話のみ） |
| 29   | 4月7日  | - ギエロニア - ベムズン - キングジョーグ - ザビデン（第25話 - 第27話のみ） - メカバルタン（第26話のみ） |
| 30   | 4月8日  | - エルパ - エドラス（第37話 - 第39話のみ）                                                              |
| 31   | 4月11日 | - エルパ - エドラス（第37話 - 第39話のみ）                                                              |
| 32   | 4月12日 | - エルパ - エドラス（第37話 - 第39話のみ）                                                              |
| 33   | 4月13日 | - エルパ - エドラス（第37話 - 第39話のみ）                                                              |
| 34   | 4月14日 | - エルパ - エドラス（第37話 - 第39話のみ）                                                              |
| 35   | 4月15日 | - エルパ - エドラス（第37話 - 第39話のみ）                                                              |
| 36   | 4月18日 | - エルパ - エドラス（第37話 - 第39話のみ）                                                              |
| 37   | 4月19日 | - エルパ - エドラス（第37話 - 第39話のみ）                                                              |
| 38   | 4月20日 | - エルパ - エドラス（第37話 - 第39話のみ）                                                              |
| 39   | 4月21日 | - エルパ - エドラス（第37話 - 第39話のみ）                                                              |
| 40   | 4月22日 | - ギエロニア - ベムズン - キングジョーグ（第40話 - 第41話のみ）                                         |
| 41   | 4月25日 | - ギエロニア - ベムズン - キングジョーグ（第40話 - 第41話のみ）                                         |
| 42   | 4月26日 | - ギエロニア - ベムズン - キングジョーグ（第40話 - 第41話のみ）                                         |
| 43   | 4月27日 | |
| 44   | 4月28日 | グア |
| 45   | 4月29日 | グア |

### 映像ソフト化
- 2004年4月23日にバンダイビジュアルから初映像ソフト化となる「アンドロメロス コレクターズディスク」としてDVDが発売された[69]。
- 2013年2月22日から3月22日にかけ、単巻DVDが全4巻で毎月2巻ずつ発売された。

## 予定されていた展開
『ウルトラマン物語』の次回作として、アンドロメロスとウルトラマンのクロスオーバー映画が予定されていた。

## その後の作品
『ウルトラマンボーイのウルころ』（2004年）
特撮テレビ番組。テレビ版『アンドロメロス』が紹介されており、以下の回でアンドロ戦士、敵キャラクター、必殺技をウルトラマンボーイが詳しく解説した。
- 第95回「アンドロ警備隊出動！ の巻」（2004年2月13日）
- 第100回「グア帝国侵略軍団あらわる！ の巻」（2004年2月20日）
- 第105回「アンドロ警備隊の得意技の巻」（2004年2月27日）

『ウルトラマンフェスティバル2015』（2015年）
サンシャインシティで開催されたライブステージ。アンドロメロスが登場し、『電光超人グリッドマン』のグリッドマンと共にウルトラマンエックスに加勢した。

『SSSS.GRIDMAN』（2018年）
『電光超人グリッドマン』を原作とするテレビアニメ。第6話・第9話では、雑誌『宇宙船』の表紙にテクターギアゼロやハンターナイトツルギと並び、アンドロメロスが描かれている。同作品の企画において、監督の雨宮哲が円谷プロにウルトラシリーズのアニメ化を打診した際、「『ウルトラシリーズ』は難しいが、『グリッドマン』か『アンドロメロス』なら可能」という返答を受けている。

『ウルトラマンタイガ』（2019年）
ウルトラシリーズ作品。ボイスドラマにおいて、宇宙警備隊訓練生当時のウルトラマンタイガが惑星マイジーにてグア軍団に追いつめられたところを、ボイスドラマオリジナルのアンドロ超戦士・アンドロアレスに救われるというエピソードが発表されている。また、アレスの故郷がブラックホールを越えた先に存在するアンドロ星であることも、彼の台詞で明言されている。

『ウルトラギャラクシーファイト 大いなる陰謀』（2020年）
ウルトラシリーズ作品。グア軍団のみならず、アンドロメロスが37年ぶりに実写作品に登場する。声は山口智広。
Chapter.1では、結成されたばかりのギャラクシーレスキューフォースのメンバーとして、メロスがアンドロ警備隊から出向したという設定で登場している。Chapter.2では、アンドロ警備隊と交戦していた当時の時間軸から物語の黒幕であるアブソリュートタルタロスによって分岐した並行同位体のジュダとモルドが登場し、ウルトラマンエックスたちによってグア軍団が全滅した後の時間軸でウルトラ6兄弟と交戦している。Chapter.3では、『タイガ』のボイスドラマに登場した惑星マイジーが舞台の1つとして実写化されているほか、アレスがアンドロ警備隊への入隊を経てメロスの「頼もしい後輩」となったことが、彼の台詞で挙げられている。また、メロスとゾフィーの因縁も仄めかされている。
『ウルトラマントリガー NEW GENERATION TIGA』（2021年）
ウルトラシリーズ作品。本編には登場していないが、それと同じ時間軸におけるギャラクシーレスキューフォースを描く『ギャラクシーレスキューフォース ボイスドラマ』に、アンドロメロスが登場している。時系列上では『大いなる陰謀』の直後に位置しており、メロスの不在中のアンドロ警備隊で活躍しているアンドロアレスのことも、メロスの台詞で挙げられている。